# Miko

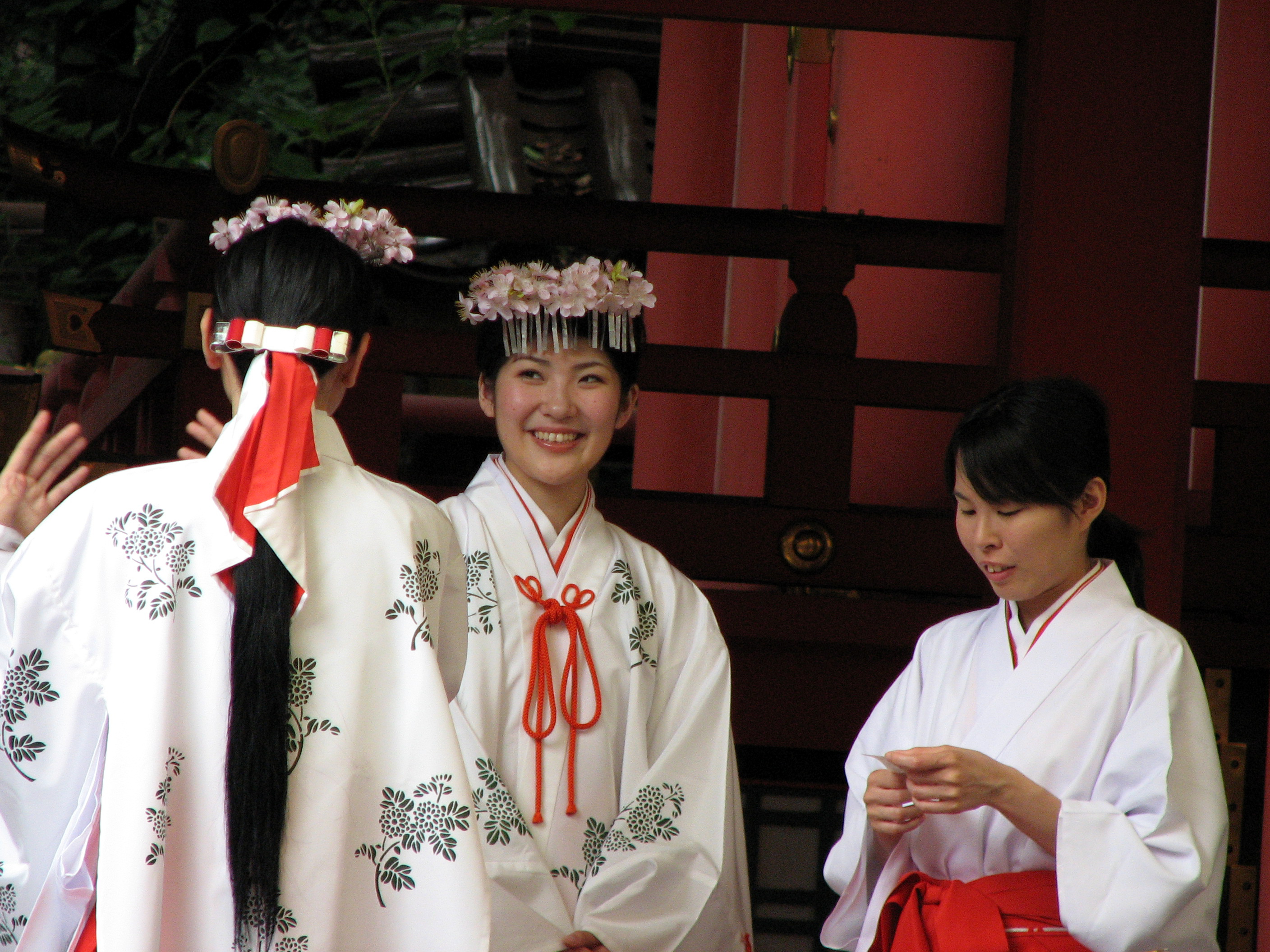
Tres miko en un templo japonés.

Las miko (巫女?) son representantes de los templos shinto japoneses (jinja) desde el comienzo de la era Sengoku, disfrutan de una alta posición social y proceden, en muchos casos, de las familias de los sacerdotes.

## Historia
En los tiempos más antiguos, las mujeres que tenían trances y transmitían las palabras de un dios eran llamadas miko, pero no del mismo modo que las pitonisas del Oráculo de Delfos en Grecia.
Después, las miko fueron mujeres jóvenes que atendían los templos Shinto. Los roles de la miko incluyen llevar a cabo danzas ceremoniales (miko-mai) y asistir a los monjes en las ceremonias de matrimonio. Hoy en día se pueden encontrar a las miko en muchos templos Shinto. Entre sus tareas están asistir a los eventos del templo, realizar bailes, rituales y la adivinación.
Es algo difícil asignar una traducción específica al equivalente japonés de la palabra miko, pero los términos profetisa, médium (como en el Oráculo), asistente del templo, sacerdotisa, monja o hechicera son a veces usados.
El vestido tradicional de una miko es una chihaya, que consiste en una hakama (falda dividida) de color rojo escarlata, una camisa blanca con hombros sueltos y un tabi.
Dan origen con su danza ritual a formas teatrales como el kabuki o las shirabyōshi (bailarinas y cantantes, 白拍子) y las  marionetas. La miko Izumo no Okuni daría origen con sus danzas al nacimiento del teatro kabuki.

## En la ficción

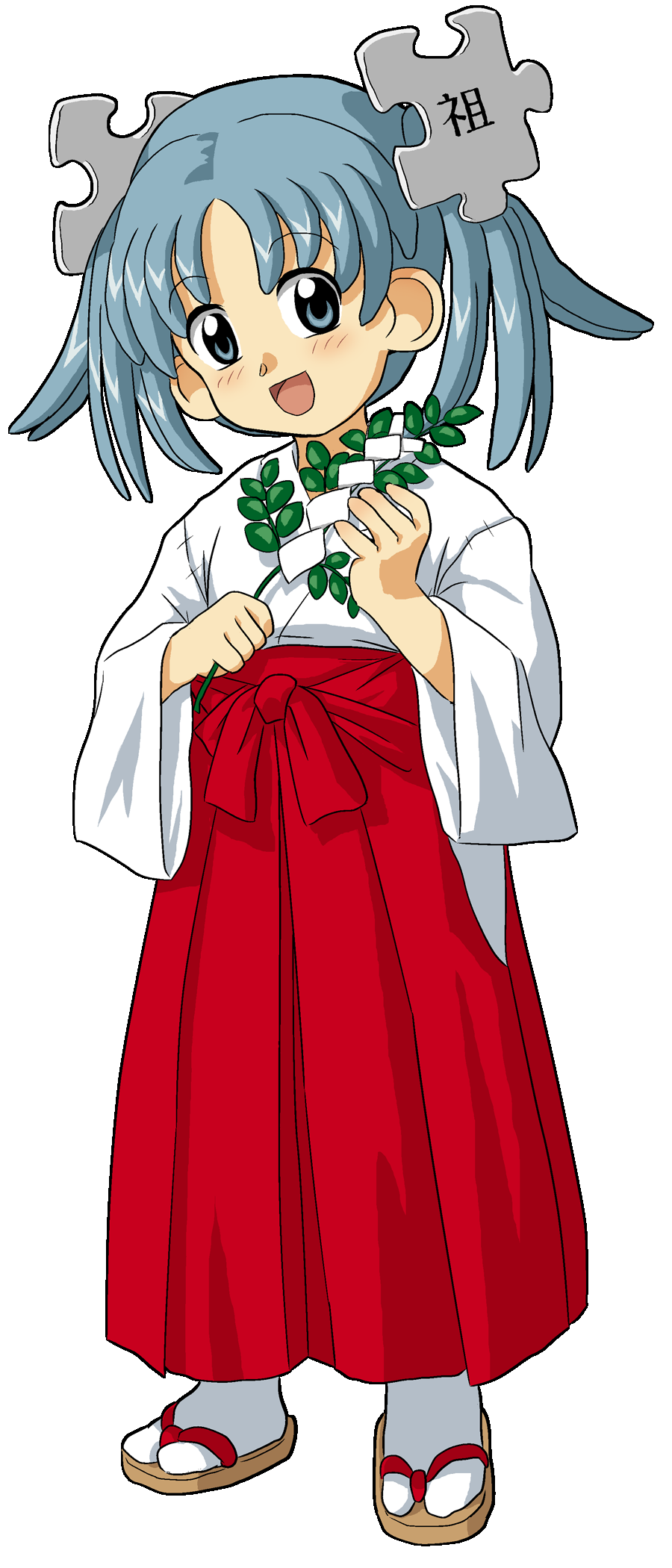
Wikipe-tan vistiendo un chihaya, atuendo tradicional asignado a los miko.

En la literatura, manga y anime con frecuencia presentan a las miko como heroínas que luchan contra los malos espíritus, demonios y fantasmas. En los RPGs occidentales, son a veces tratadas como equivalentes a Clérigos y ocasionalmente Santos Caballeros.
En dichas historias, las miko son descritas generalmente como muy hábiles en una variedad de artes marciales con el uso de armas tradicionales japonesas, como el yumi (arco), tantō (cuchillo), o alguna de las espadas japonesas: katana, wakizashi, etc. Las miko también son hábiles en la magia, especialmente en el o-fuda.
En algunas historias románticas y comedias bishoujo, las miko a veces son adolescentes o chicas atractivas pero muy serias y temperamentales que son incapaces de relacionarse con chicos (como una especie de miedo u odio hacia ellos). 

### Kuro Miko
Recientemente en el manga y anime se menciona a la Kuro Miko (Miko Oscura), que es una contraparte de la miko tradicional, frecuentemente sirven a monjes renegados o hechiceros malignos (o son libres por su cuenta) y que por lo general son antagonistas de las miko. Como las miko, está entrenada en artes similares y pueden manejar armas. Las kuro miko son muy apegadas a la demonología y tienen un fuerte conocimiento de la magia negra.
Las kuro miko usan también chihaya, pero los colores tienden a ser oscuros (usan los esquemas de negro y púrpura o negro y dorado). En algunas series de anime, las kuro miko usan máscaras mientras hacen sus rituales para hacer efecto en este y para esconder sus identidades. Sin embargo no existen en la realidad.